# Space Technology 5

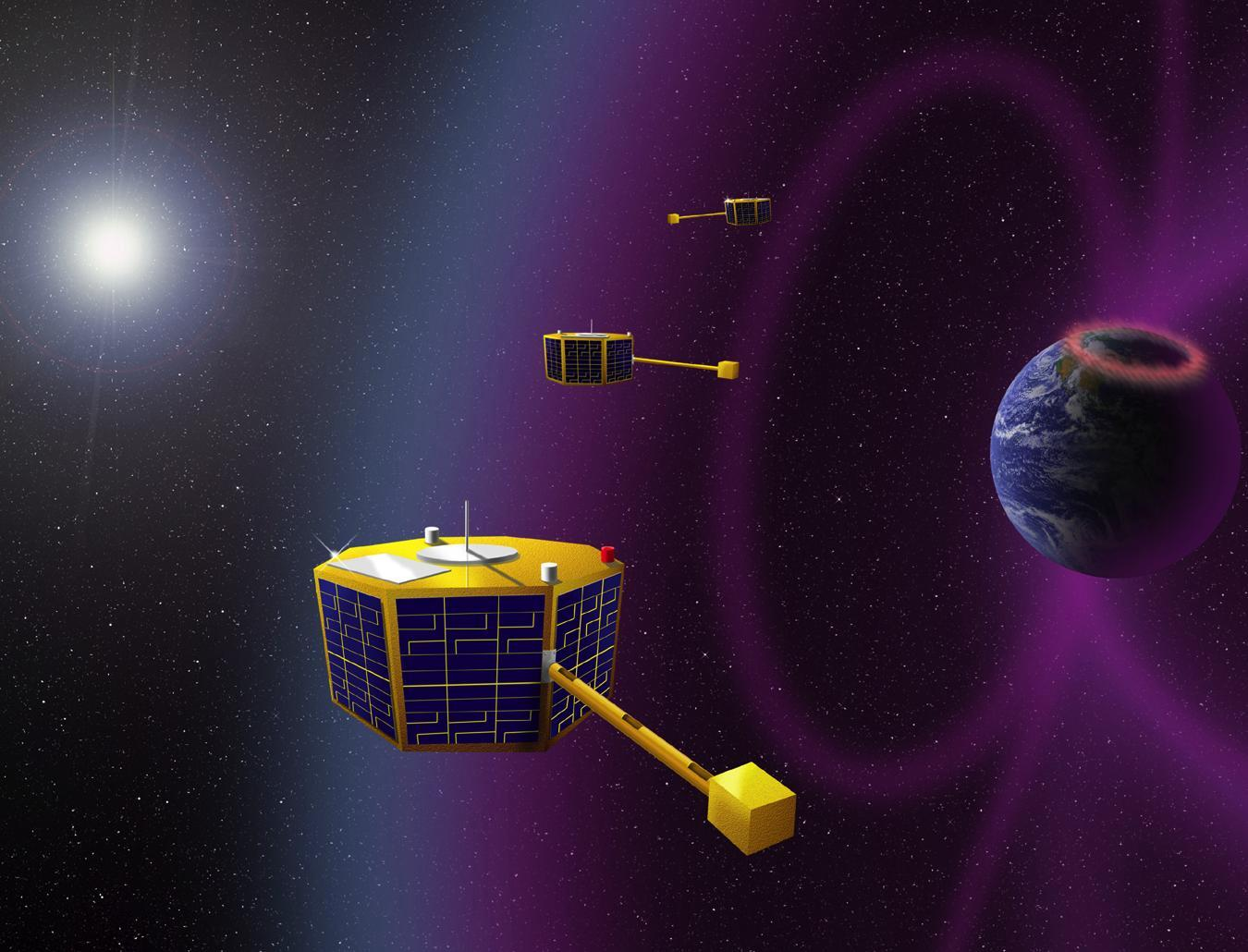
Ilustración digital del programa Space Technology 5.

El Space Technology 5 (ST5), del programa programa de Milenio Nuevo de la NASA, fue un test de diez nuevas tecnologías a bordo de un grupo de microsatélites. Desarrollado por en el Centro de vuelo espacial Goddard de la NASA, las tres pequeñas astronaves fueron lanzadas juntas desde el compartimento de carga de un Lockheed L-1011 a bordo del cohete Pegasus XL, en marzo de 2006.
Una de las tecnologías involucró antenas que fueron diseñadas por computadores mediante un sistema de inteligencia artificial evolutivo (algoritmo evolutivo) desarrollado por el centro de investigación de la NASA, Centro de Investigación Ames. El ordenador de vuelo ST5 y el sistema C&DH (Command & Data Handling) estaban basados en un microprocesador Mongoose-V resistente a radiaciones (resistencia a radiación).
El 30 de junio de 2006 los satélites que componen el ST5 se apagaron tras completar satisfactoriamente sus misiones de validación tecnológica.

## Objetivos de misión
El objetivo de los ST5 fue demostrar y realizar tests “fligth-qualify” una gran cantidad de innovaciones tecnológicas y conceptos para su aplicación en futuras misiones espaciales.
Componentes de comunicación para Pequeñas Astronaves
El sistema transpondedor de comunicaciones X-Band fue proporcionado por AeroAstro. El sistema transpondedor es un transpondedor de comunicaciones digital miniaturizado. Genera operaciones de enlace de subida-bajada proporcionando la capacidad de telecomandos Tierra-Spacio, telemetría Spacio-Tierra y la capacidad de seguimiento de telefrecuencia. La X-band pesa como mucho una doceava parte y ocupa una novena parte de los sistemas de navegación que se usan actualmente en otras misiones.
Antena Evolucionada
Mediante un supercomputador usando algoritmos evolutivos artificiales se diseñó una antena de comunicación muy pequeña, con apariencia improbable, pero muy prometedora para la nave espacial ST5. El radiador fue diseñado por el centro de investigación Ames de la NASA y la antena en sí fue implementada por el Laboratorio de Ciencias Físicas en Nuevo México en Estados Unidos. (Como nota, cada ST5 tenía dos antenas X-band: una evolucionada (la unidad pintada de negro sólido) y una antena de hélice cuadrifilar (la unidad pintada en dos tonos, blanco y negro). La antena de hélice cuadrifilar fue también desarrollada en el Laboratorio de Ciencias Físicas NMSU.
Sistemas de baterías de ion-litio para Pequeños Satélites
El sistema de baterías de bajo voltaje utiliza baterías de bajo peso de ion-litio que pueden almacenar hasta cuatro veces más energía que las baterías de níquel-cadmio, cargadas por sistemas de células fotovoltaicas multiunión. Las baterías recargables de Ión-Litio tiene una vida larga y no presentan efecto de memoria.
Demostración de Ultra Bajo Consumo
El CULPRiT es un nuevo tipo de dispositivo microelectrónico que permite a los circuitos operar a 0.5 Voltios. La tecnología reducirá en gran medida el consumo de energía al mismo tiempo que logrará una tolerancia a la radiación de ~100KRad de dosis total e inmunidad de bloqueo.
Recubrimientos de Emitancia Variable para Control Térmico
El Recubrimiento de Emitancia Variable, proporcionado por Sensotex Inc. y el Laboratorio de Física Aplicada (APL), se utiliza para le control térmico y consiste en un recubrimiento sintonizable eléctricamente que puede cambiar propiedades, desde absorber calor cuando está frío hasta reflejar o emitir calor cuando está bajo el Sol. El chip del Sistema Microelectromecánico (MEMS) es parte de esta tecnología.
Componentes de los Sistemas de Propulsión
Un micropropulsor en miniatura que proporciona ajustes finos de actitud (control de la orientación respecto a un sistema de referencia inercial u otra entidad) en la nave. El Micropropulsor de Gas Frío (CGMT) es un pequeño sistema electromecánico diseñado por Marotta Scientific Controls, Inc que proporciona ajustes finos de actitud en cada uno de los micro-satélites. Utiliza un octavo de la energía y pesa solo la mitad que los sistemas de control de actitud utilizados en otras misiones.
Magnetómetro en miniatura
Sensor solar giratorio en miniatura
Mecanismo de despliegue de la nave espacial
Pluma de despliegue del magnetómetro
Presa de nutación